# Iresioides perrieri
Iresioides perrieri är en skalbaggsart som först beskrevs av Leon Fairmaire 1899.  Iresioides perrieri ingår i släktet Iresioides och familjen långhorningar.
Artens utbredningsområde är Madagaskar. Inga underarter finns listade i Catalogue of Life.